# Forstmaschine

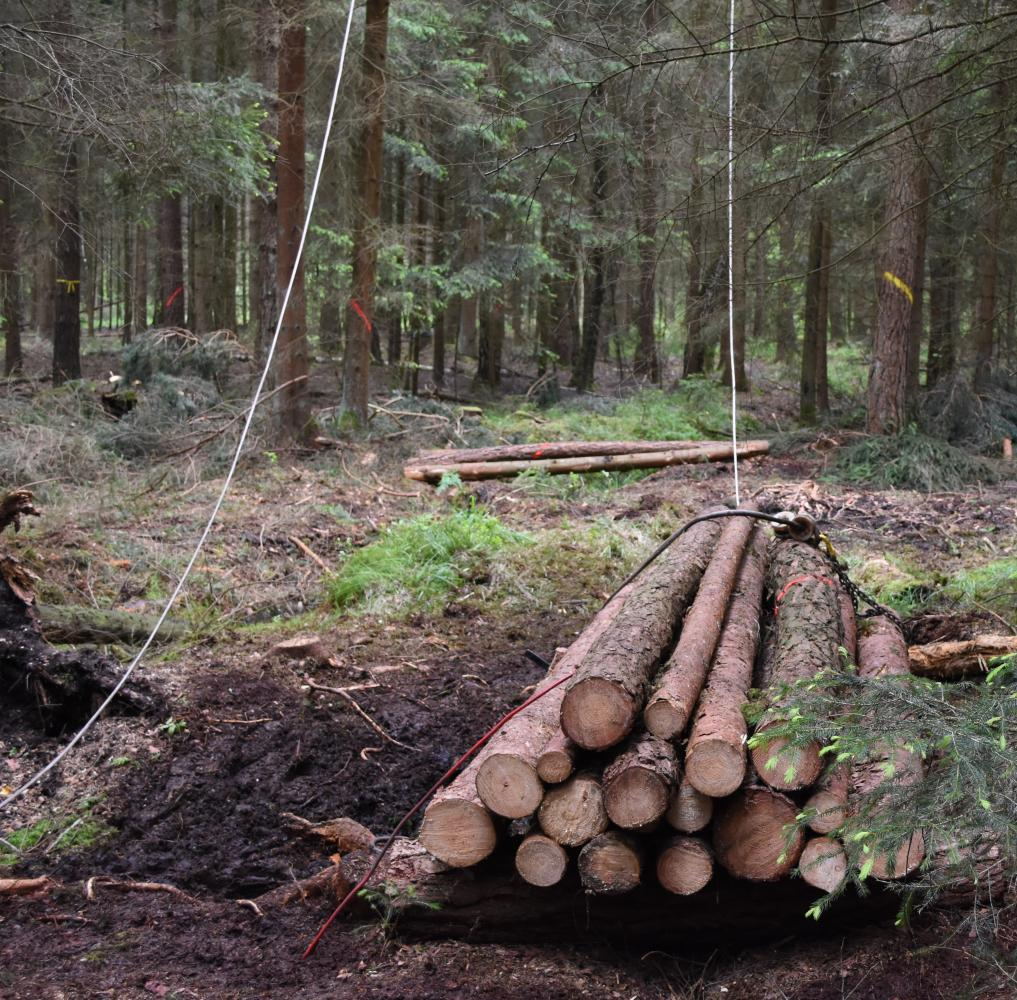
Forstseil an Seilwinde

Eine Forstmaschine ist ein Fahrzeug, Aggregat oder auch Gerät speziell für die Arbeit im Wald konzipiert. Vom einfachen Gerät der Seilwinde (sehr viel früher noch mit simplen Rückeseilen oder -ketten) über Motorkettensägen, automatisch angetriebene, ferngesteuerte Spalt-/Fällkeile, Baumstumpffräsen (Stubbenfräsen), Kran und Krananhänger sowie Harvesteraggregate bis hin zu komplexen, selbstfahrenden und computergesteuerten Holzvollerntern reicht die umfangreiche Palette der Forstmaschinen.
Die Liste forstwirtschaftlicher Geräte und Maschinen gibt einen ersten Überblick.

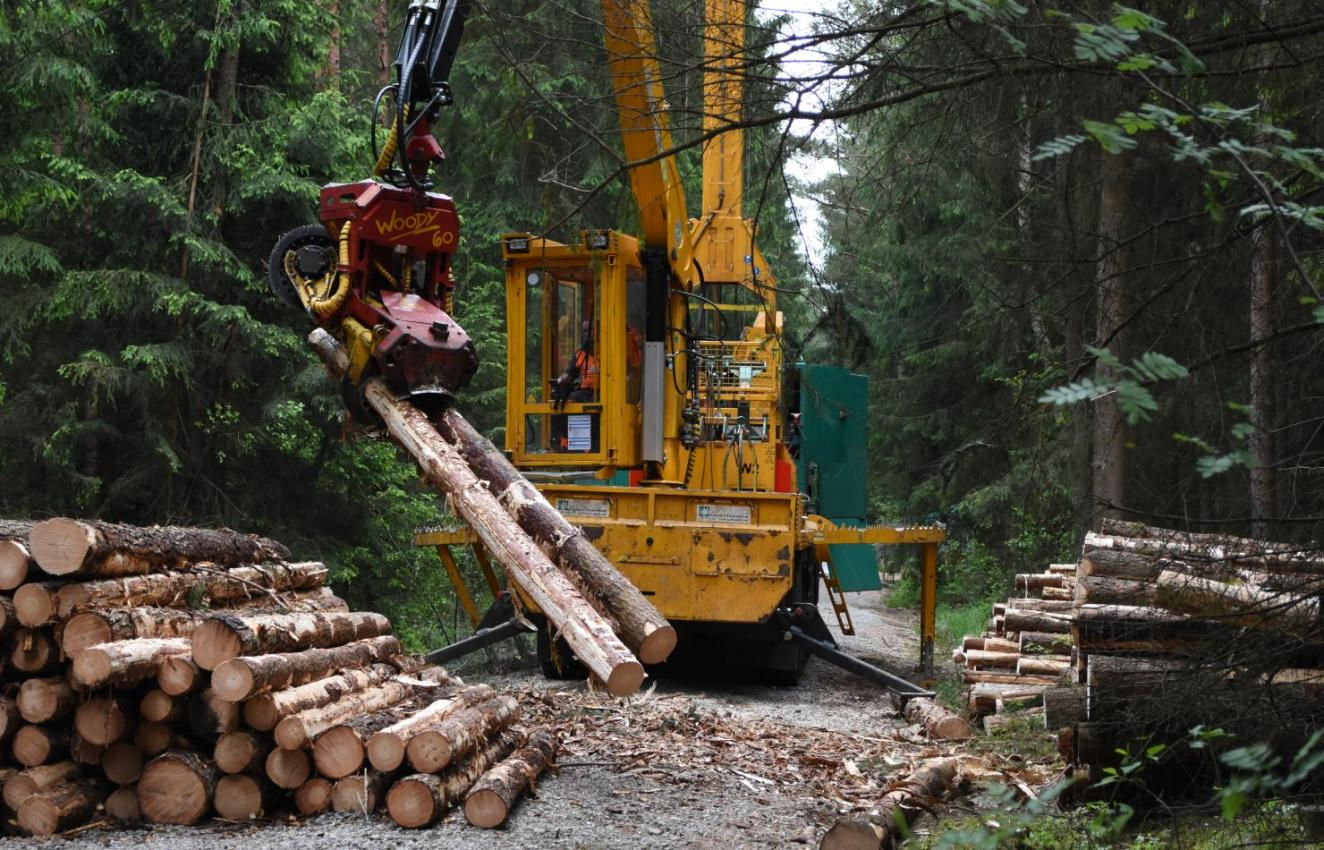
Koller Gebirgsharvester K507 auf Trägerfahrzeug MAN TGS 41

Die Forstfahrzeuge lassen sich wiederum in selbstfahrende sowie in meist ferngesteuerte (oder mit Kabel verbundenen) Forstmaschinen unterteilen. Ansonsten können sie wie folgt nach ihren Einsatzzwecken aufgelistet werden:
- Forstschlepper
- Skidder (Forstspezialschlepper)
- Holzvollernter
- Forwarder (Rückezüge)

In der Norm DIN ISO 6814:2016-08 werden Begriffe und Klassifizierungen der Forstmaschinen als mobile und selbstfahrende Maschinen näher erörtert. Ebenso werden die Forstmaschinen, welche für die Standortvorbereitung sowie die Aufforstung verwendet werden, näher charakterisiert. Darüber hinaus werden die Begrifflichkeiten zur Mechanisierung sowie die Klassifizierung nach Mechanisierungsgrad vorgenommen.